# Городская усадьба Вандышниковой — Банза
Городская усадьба Е. И. Вандышниковой — Э. М. Банза — архитектурный ансамбль в Москве на улице Воронцово Поле. Название дано в честь основных владельцев: в XVIII веке она принадлежала Елизавете Ивановне из рода купцов Вандышниковых. С 1892-го усадьбу унаследовала Эмма Максимовна Вогау, в замужестве — Банза.
Усадебный комплекс составляют главный особняк под номером 3 по улице Воронцово Поле, а также флигели, ограда и парковая скульптура. Главный особняк возведён на основе каменных палат XVIII века, остальные здания были достроены в разное время. Современный внешний облик усадьбы сложился в XIX веке в результате многочисленных перестроек под руководством выдающихся зодчих XIX века — Сергея Воскресенского, Виктора Коссова, Артура Карста и других.

## История

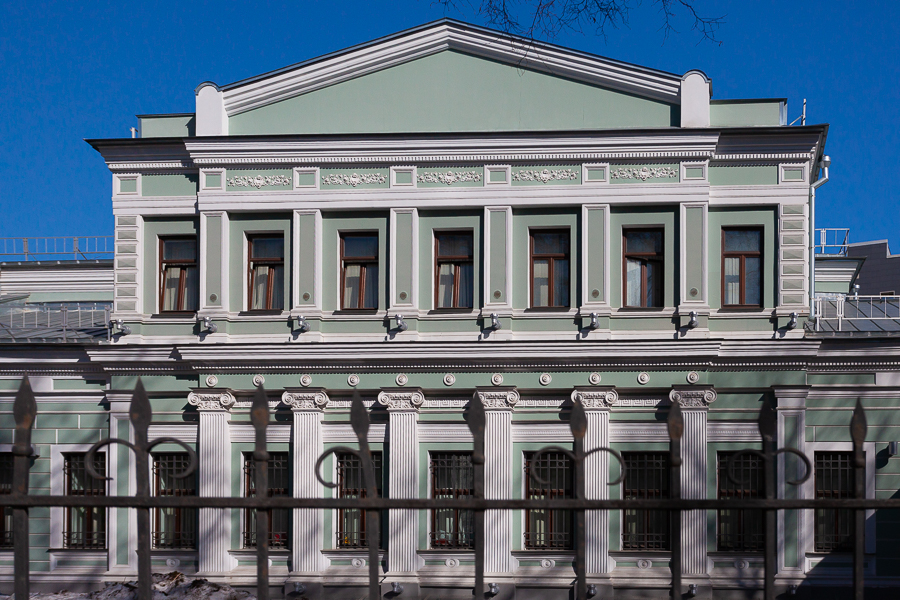
Главный особняк, 2018

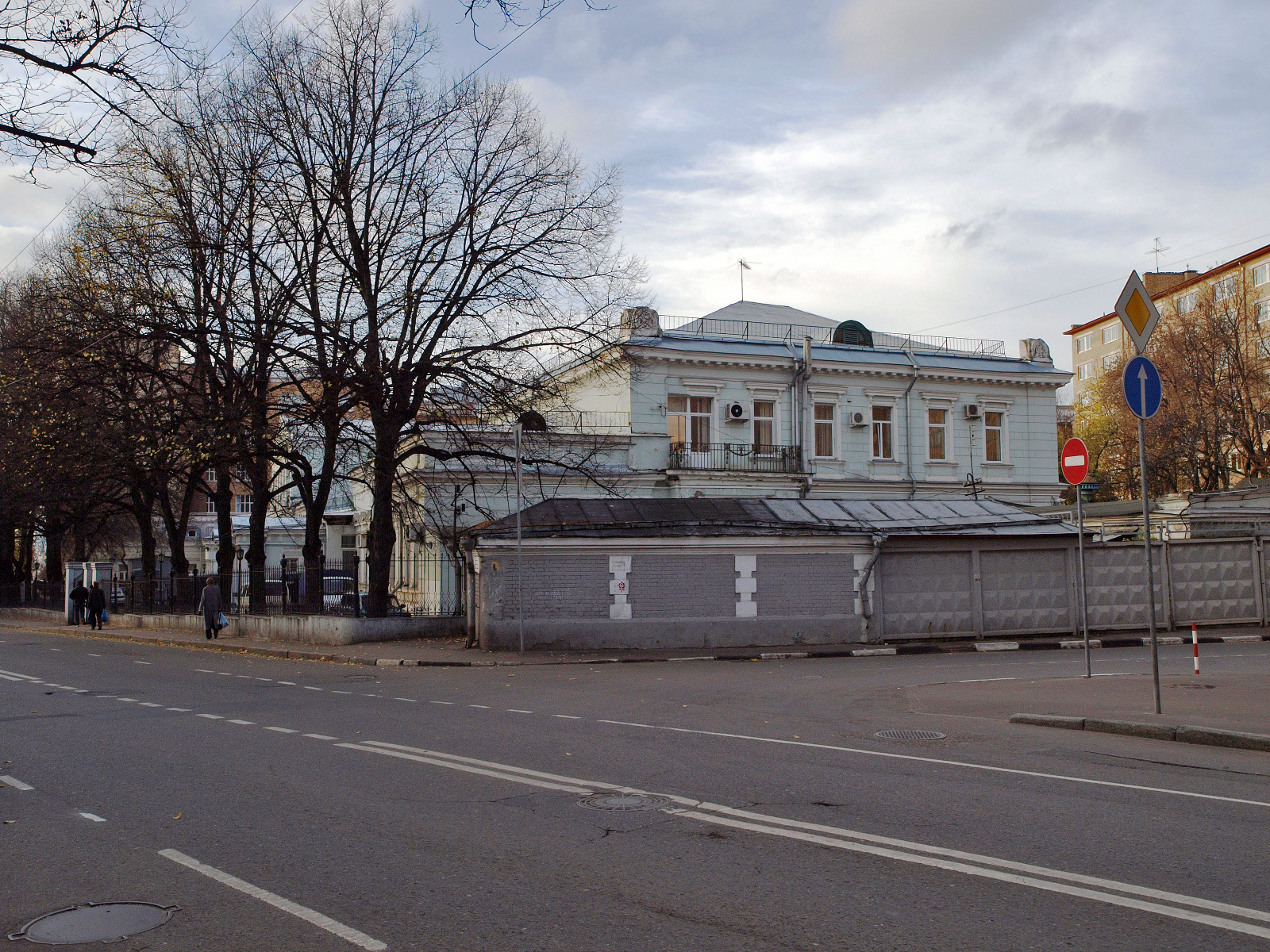
Флигель, 2008

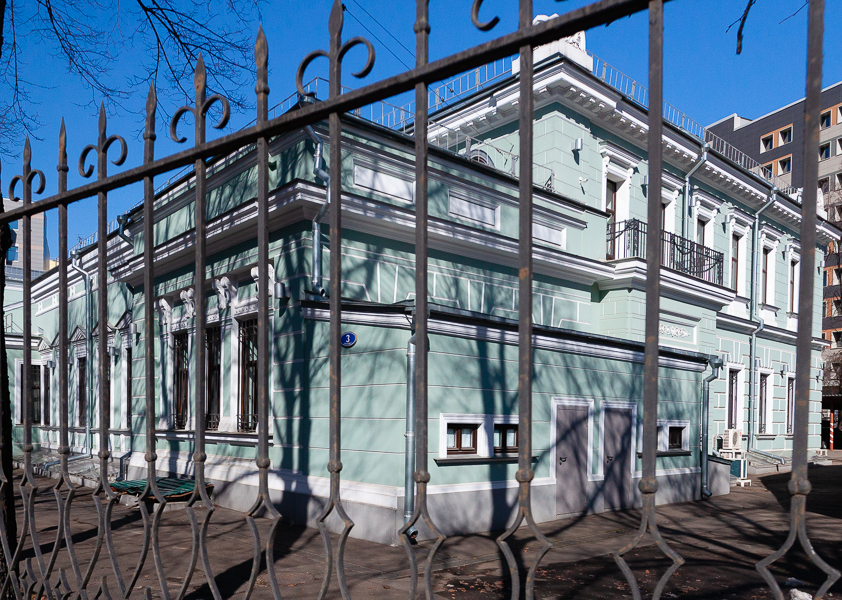
Вид со стороны правого флигеля, 2018

### Вандышникова
Первые документальные упоминания об усадьбе относятся к периоду владения Елизаветы Ивановны Вандышниковой. Некогда очень богатый род в XVIII веке был признан банкротом. Семье принадлежал обширный участок на востоке Воронцова Поля, в 1815 году владение разделили на две части. Западную продали, а на земле к востоку от современного Дурасовского переулка сформировался усадебный комплекс. Главный дом в классическом стиле был построен на основе каменных палат XVIII века.

### Прочие владельцы
В 1817 году участок на месте нынешней усадьбы Вандышниковой-Банза приобрела губернская секретарша Мария Семёновна Алексеева. В 1832-м землю выкупил князь Кирилл Багратион, впоследствии её унаследовала его вдова Александра Ивановна.
C начала 1860-х годов земли перешли к Софье Францевне де Монси, а уже в 1868-м — к её сестре Эмилии Францевне. Последняя была супругой крупного предпринимателя Максима Максимилиановича Вогау. По инициативе Эмилии в 1888 году началась перестройка усадьбы. Для работ пригласили инженера Николая де Рошефора, позднее — архитекторов Александра Степановича Каминского и Романа Клейна. Последний руководил строительством двухэтажного дворового флигеля.

### Банза
Второе название усадьба получила по фамилии крупного предпринимателя Конрада Карловича Банзы (1842—1901), который поочерёдно состоял в браке с обеими дочерьми Максима Максимовича Вогау и Эмилии Францевны. В 1864 году Конрад Банза женился на младшей из сестёр, Эмилии Максимовне. Спустя два года после свадьбы она скончалась при родах в возрасте 22 лет. Старшая дочь Вогау, Эмма Максимовна, была замужем за Василием Германом, рано овдовела и после смерти супруга стала второй женой Конрада Банзы. У пары родилась дочь, которую в память о тётке назвали Эмилией.
Сын Эммы Банзы от первого брака Рудольф Васильевич Герман был последним владельцем усадьбы на Воронцовом Поле, ему же принадлежало имение Вогау в Виноградове. Как и все представители династии, Рудольф Герман занимался не только развитием семейного бизнеса, но и вёл крупные благотворительные проекты: спонсировал филармонию, автомобильное общество, строительство приютов для бедняков и беспризорных. Известно, что во время Первой мировой войны вместе с врачом Генрихом Артуровичем Поленским он организовал в своём загородном имении госпиталь для раненых и больных туберкулёзом.
В 1890-х усадьбу Банза перестраивали Сергей Воскресенский и Виктор Коссов. В 1898-м Воскресенский руководил перестройкой главного особняка — тогда здание получило декор фасадов в эклектичном неоклассическом стиле. В этот период у главного дома был надстроен мезонин. В 1902-м к строительству привлекли Сергея Соловьёва.
В 1907 году главный дом подвергся значительной перестройке. Для неё были приглашены архитектор Константин Васильевич Аполлонов и техник архитектуры Артур Фёдорович Карст, которые в начале XX века много сотрудничали с семьёй Вогау. В оформлении здания использовались те же приёмы, что и при отделке усадьбы Виноградово: мелкая стекловка окон с арочными завершениями, круглая форма мансардных окон.

### Последующий статус
Сведения о дальнейшей истории усадьбы сохранились частично. После революции и национализации в главном здании усадьбы размещался Австро-Венгерский Совет. В сталинскую эпоху особняк стал домом политэмигрантов, согласно архивам, из его жильцов 56 человек были расстреляны во время репрессий.
С 2001 года усадьба была передана в управление Комитета по культурному наследию города Москвы. 24 декабря 2009 года правительство Москвы предоставило усадьбу в пятилетнюю аренду компании ООО «Лайнстрой». Договор предписывал проведение реставрации в три года с момента передачи и запрет на передачу объекта в субаренду.
По состоянию на 2018 год в усадьбе располагается «режимный объект», владельцы не разглашаются, доступ на территорию закрыт.

## Реставрация
К 2010 году усадьба была в аварийном состоянии: изношенность фасадов составляла 80 %, обшивка сгнила, обвалились карнизы и штукатурка, на крыше акротерия выросло дерево. Специалисты прогнозировали полную утрату памятника в течение одного-двух лет. В период между 2011 и 2012 годами был разработан и согласован план укрепления инженерных конструкций и восстановления облика зданий.
Реставрацию провело проектное бюро «АрКо». Работы спонсировал частный инвестор, смета составила более ста миллионов рублей.
В ходе реставрации был сохранён оригинальный сруб главного дома, восстановлены интерьеры и приусадебная территория. Помимо воссоздания исторического облика, работы включали прокладку инженерных коммуникаций и приспособление зданий к современным требованиям.
Проект восстановления усадьбы стал лауреатом конкурса «Московская реставрация — 2015».

## Статуя Галатеи

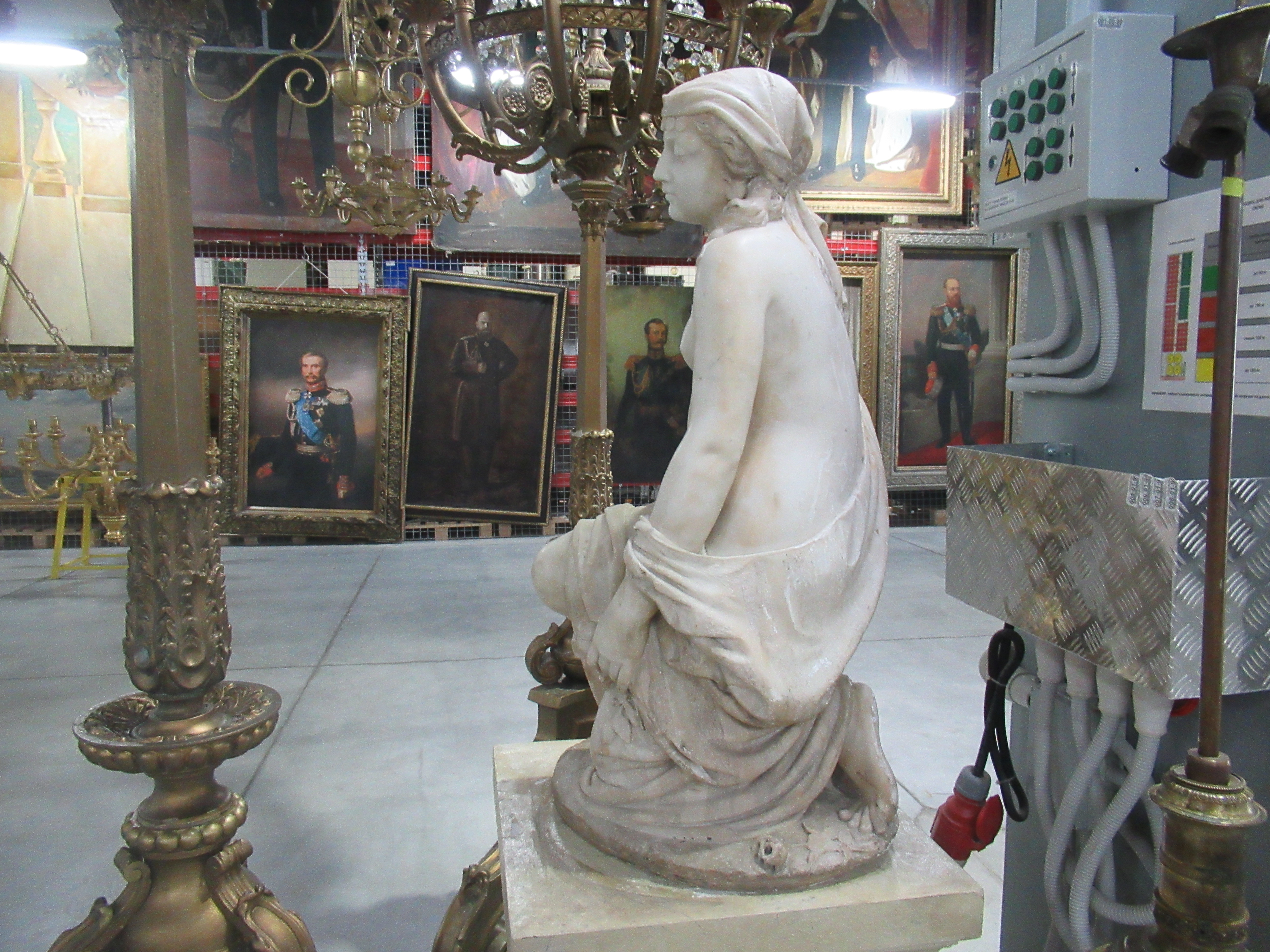
Двойник статуи «Прасковьи Тулуповой» на Мосфильме (2021 год)

Долгое время считалось, что статуя, стоящая во дворе усадьбы, использовалась для съёмок фильма Марка Захарова «Формула любви».
В 2021 году газета The ArtNewspaper Russia провела расследование, в результате которого было установлено, что «кинозвездой» является точный аналог данной статуи, до сих пор хранящийся в «Доме костюма и реквизита» киноконцерна «Мосфильм», и что слухи о том, что скульптуру в 1990-е продали из «Мосфильма» на сторону некоему банкиру, владельцу усадьбы Вандышевой, беспочвены. Обе статуи, а также их аналоги в частных коллекциях, являются работой итальянского скульптора Паскуале Романелли (en, 1812—1887) или его мастерской, их точное название — «Одалиска (Суламитида)» («Odalisque (Sulamitide)», и изображают они вымышленную восточную красавицу.
В 2010 году скульптуру перенесли во внутренний двор из-за опасений, что разрушающийся фасад здания повредит её. Вскоре началась реставрация усадьбы. Самой статуе не требовалось восстановление, мрамор только покрыли влагозащитным составом. 16 июля 2015 года скульптуру установили на прежнее место.